# Дорожинка (Павлодарская область)
Дорожинка (каз. Дорожинка) — упразднённое село в Успенском районе Павлодарской области Казахстана. Исчезло в ? г.

## История
Село Дорожинка основано в 1910 г. украинскими крестьянами в урочище Жалгызагаш Белоцерковской волости.